# Žan Jakše
Žan Jakše, slovenski kajakaš, * 2. maj 1996.
Jakše je na svetovnih prvenstvih osvojil bronasto medaljo leta 2017 v Pauju v disciplini K-1 ekipno, v ekipi sta bila še Peter Kauzer in Martin Srabotnik.